# Orthosia sparsus
Orthosia sparsus là một loài bướm đêm trong họ Noctuidae.